# Горни Прибан
Горни Прибан (на сръбски: Горњи Прибањ) е село в Босна и Херцеговина, разположено в община Пале, в ентитета на Република Сръбска. Населението му според преброяването през 2013 г. е 303 души, от тях: 288 (95,04 %) сърби, 4 (1,32 %) бошняци, 3 (0,99 %) хървати, 5 (1,65 %) от други етнически групи и 3 (0,99 %) не се определили.

## Население
Численост на населението според преброяванията през годините:
- 1961 – 357 души
- 1971 – 248 души
- 1981 – 243 души
- 1991 – 187 души
- 2013 – 303 души